# Edição da Manhã
A Edição da Manhã é um noticiário televisivo português da SIC e da SIC Notícias. Atualmente é exibida todos os dias a partir das 6 horas da manhã (fuso horário de Lisboa, UTC).
Em audiências, o Edição da Manhã é o terceiro mais visto, perdendo contra o Diário da Manhã da TVI de segunda a sexta e sendo ao Bom Dia Portugal (RTP1) que os telespectadores mais aderem.

## Apresentadores

### Atuais Apresentadores
| Anos          | Apresentador     | Dias          |
| ------------- | ---------------- | ------------- |
| 2024-presente | Mónica Martins   | Todos os dias |
| 2024-presente | Cláudio França   | Todos os dias |
| 2024-presente | Mariana Lourenço | Todos os dias |

## Quem já apresentou?
- João Moleira
- Paulo Nogueira
- Marisa Caetano Antunes
- Marta Atalaya
- Pedro Mourinho (2001-2008)
- Ana Lourenço
- Alexandra Abreu Loureiro